# 上英镇
上英镇，是中华人民共和国广东省汕尾市陆丰市下辖的一个乡镇级行政单位。

## 行政区划
上英镇下辖以下地区：
英施村、浮头村、英郑村、海口村、新竂村、联海村、半埔村、上英村、下灶里村、豪路村、笏底村、钱广村、草洋村和玄溪村。